# Chrysotimus varicoloris
Chrysotimus varicoloris är en tvåvingeart som beskrevs av Becker 1908. Chrysotimus varicoloris ingår i släktet Chrysotimus och familjen styltflugor.
Artens utbredningsområde är Kanarieöarna. Inga underarter finns listade i Catalogue of Life.